# Dendrelaphis grandoculis
Dendrelaphis grandoculis is een slang uit de familie toornslangachtigen (Colubridae) en de onderfamilie Ahaetuliinae.

## Naam en indeling
De wetenschappelijke naam van de soort werd voor het eerst voorgesteld door George Albert Boulenger in 1890. Oorspronkelijk werd de wetenschappelijke naam Dendrophis grandoculis gebruikt.

## Verspreiding en habitat
De soort komt voor in delen van zuidelijk Azië en leeft endemisch in India in West-Ghats.
De habitat bestaat uit vochtige tropische en subtropische bossen, zowel in laaglanden als bergstreken en in tropisch en subtropisch scrubland. Ook in door de mens aangepaste streken zoals plantages kan de slang worden aangetroffen. De soort is aangetroffen op een hoogte van ongeveer 650 topt 1200 meter boven zeeniveau.

## Beschermingsstatus
Door de internationale natuurbeschermingsorganisatie IUCN is de beschermingsstatus 'veilig' toegewezen (Least Concern of LC).